# 営業保証金
営業保証金（えいぎょうほしょうきん）とは、宅地建物取引業法第4章において定める、消費者保護のために預ける金銭のことである。
新規に開業する宅地建物取引業者は、本店（主たる事務所）の最寄りの供託所へ、宅建業免許取得の日から3ヵ月以内に保証金を供託しなければならない。供託金額は、本店（主たる事務所）1000万円、支店（その他の事務所）1か所につき500万円の合計額である。現金のみならず、国債、地方債、国土交通省令で定める有価証券で供託しても構わないが、国債以外は額面金額で評価されず、種類により評価の割合が異なる。供託ののちに免許権者（都道府県知事または国土交通大臣）に届出を済ませてはじめて、宅建業者は営業を開始することができる。開業後の宅建業者が新たに事務所を開設した場合はその分の営業保証金を供託し免許権者に届け出なければ、その事務所で営業を開始することはできない。
なお免許権者は、宅建業者が免許取得の日から3ヵ月以内に営業保証金を供託した旨の届出をしないときは、当該宅建業者に対し届出るよう催告をしなければならない。さらに催告の日から1ヵ月以内に宅建業者が届出ない場合は、免許権者はその宅建業者の免許を取消すことができる。
本店が移転等の事情で最寄りの供託所が変わる場合、営業保証金を現金のみで供託していた場合は、これまでの供託所から新たな供託所へ営業保証金を移し替えることができる（保管替え）。いっぽう有価証券のみ、もしくは現金と有価証券を併用して供託した場合は保管替えは行えず、新たな供託所に供託をした後に、これまでの供託所から営業保証金の取戻しを行う、という形になる。この際、公告は不要である。
廃業や免許の失効・取消の場合や、法定額以上の営業保証金を供託している場合、営業保証金を供託所から取戻すことができる。ただし、その取戻し事由が発生してから10年以内に取戻そうとする場合は、還付請求権者に対して6ヵ月以上の期間を定めてその期間内に権利を申し出るべき旨の公告をしなければならない。また、公告をしたときは、遅滞なくその旨を免許権者に届出なければならない。なお宅建業者が保証協会（後述）の社員となったために営業保証金を取り戻す場合は、公告不要である。
宅建業に関する取引で生じた債権を有する者（債権者）は、営業保証金の額の範囲内で供託所から還付を受けることができる。ここで言う「債権」には、宅建業者から宅地・建物を購入したことによる損害を指し、従業員の給料、広告代金、増改築代金などは含まれない。債権者への還付によって営業保証金に不足を生じたときは、免許権者からの通知を受けてから2週間以内に不足額を供託し、供託の日から2週間以内に免許権者に届出なければならない。供託・届出を怠った場合は、業務停止処分・もしくは情状が特に重い場合は免許取消処分の対象となることがある。
なお、営業保証金を供託した宅建業者が売買・賃貸の契約を締結しようとするときは、営業保証金を供託した供託所及びその所在地を契約の相手方に対して説明しなければならない。

## 弁済業務保証金
新規開業者にとって1000万円の負担は大きい。そこで、保証協会の社員になり分担金を負担することで、一業者当たりの負担を減らすことができる。それが弁済業務保証金制度である。保証協会が宅建業者に代わって保証金を供託することで、営業保証金と同様の取り扱いを受けることができる。
保証協会の社員となる資格を有するのは宅建業者のみである。保証協会の社員になるには、弁済業務保証金分担金を加入日までに現金で納付しなければならない。納付金額は本店（主たる事務所）60万円、支店（その他の事務所）1か所につき30万円の合計額である。新たに事務所を開設したときは、その日から2週間以内に弁済業務保証金負担金を納付しなければならず、それを怠ると保証協会の社員たる地位を失い、場合によっては業務停止処分となる。納付を受けた保証協会は、1週間以内に納付相当額を供託しなければならない。
弁済業務保証金制度を利用すると、債権者は、営業保証金と同額まで供託所から還付を受けることができる。また、保証協会の社員となる前の取引についても還付を受けることができる。ただし、還付を受けようとする債権者は、保証協会の認証を受けなければならない。還付によって一時的には保証協会が減った供託金の肩代わりをするが、弁済業務保証金に不足を生じることになるので最終的には社員たる宅建業者が不足した保証金を納付することになる。弁済業務保証金に不足が生じたときは、社員は保証協会からの通知を受けた日から2週間以内に、還付相当額を保証協会に納付しなければならず、それを怠ると保証協会の社員たる地位を失う。
社員たる宅建業者が、脱退・廃業等により保証協会の社員でなくなった場合、および事務所の一部を廃止したために分担金の額が法定額を上回った場合は、宅建業者は弁済業務保証金を取戻すことができ、保証協会は充当金不足額等を控除した額を宅建業者に返還する。保証協会の社員でなくなった場合の取戻しでは公告が必要であるが、営業保証金の場合と異なり事務所の一部廃止の場合は公告は不要である。
なお、保証協会の社員である宅建業者が売買・賃貸の契約を締結しようとするときは、社員である旨、当該一般社団法人の名称、住所及び事務所の所在地並びに供託所及びその所在地を契約の相手方に対して説明しなければならない。

### 保証協会
現在保証協会は「公益社団法人全国宅地建物取引業保証協会」と「公益社団法人不動産保証協会」の2団体がある。一の保証協会の社員である者は、他の社員になることはできない。なお、保証協会は、一般社団法人でなければならない。保証協会の業務等は以下のとおりである。
1. 弁済業務
2. 社員の取り扱った宅建業に係る取引に関する苦情の解決と、その結果の社員への周知義務
3. 宅地建物取引士その他宅建業の業務に従事し、または従事しようとする者に対する研修
4. 新たに社員が加入し、または社員がその地位を失ったときに、直ちにその旨をその社員の免許権者に報告する義務
5. 一般保証業務や手付金等保管事業（あらかじめ国土交通大臣の承認が必要）

### 特別弁済業務保証金分担金
保証協会が保管する保証金が、不況や社員の倒産等で少なくなった場合、保証協会は社員たる宅建業者に対して臨時に金銭を徴収することができる。それが特別弁済業務保証金分担金である。宅建業者は、納付すべき通知を受けた日から1ヵ月以内に通知された額の特別弁済業務保証金分担金を納付しなければ、社員たる地位を失う。